# Попо (архиепископ на Трир)
Попо фон Бабенберг (на немски: Poppo von Babenberg; * 986; † 16 юни 1047, Трир) е от 1016 до 1047 г. архиепископ на Трир.

## Живот
Той е третият син на Леополд I (940 – 994) от род Бабенберги, първият маркграф на Остаричи, и съпругата му Рихарда от Суалафелдгау (945/950 – 994) от фамилията Ернсте. Брат е на Хайнрих I († 1018), маркграф на Австрия, Ернст I († 1015), херцог на Швабия и Адалберт († 1055), маркграф на Австрия.
Възпитаван е в Регенсбург. Немският крал Хайнрих II го назначава през 1007 г. за първия пропст на катедралата в новооснованото Епископство Бамберг.
След смъртта на Мегингод през 1015 г. император Хайнрих II поставя Попо за новия архиепископ на Трир. Архиепископът Ерканбалд от Майнц го помазва. След една година, през 1016 г., папа Бенедикт VIII го признава за новия архиепископ на Трир.
През 1028 – 1030 г. Попо отива в Светите земи заедно с монах Симеон Трирски. След връщането им той се грижи за Симеон, който се зазидва в Порта Нигра в Трир. След смъртта му († 1 юни 1035) Симеон е канонизиран, чрез съдействието на Попо и Ебервин от Ст. Мартин, от папа Бенедикт IX. Попо построява в римската врата манастирска църква и богато я дярява със земи.
От 1037 до 1047 г. Попо разширява катедралата на Трир на запад и прави една крипта. При посещението на строежа Попо умира на 16 юни 1047 г. Той е погребан в подарения манастир за Св. Симеон в Трир. През 1803 г. е преместен в Св. Гервазий. През Втората световна война гробът му е напълно унищожен. Гробът и реликвите му днес се пазят в църквата Св. Симеон в Трир-Запад.
Последван е от Еберхард от Швабия.